# Casa del Almirante
 (octobre 2024).
La maison de l'Amiral (en espagnol, Casa del Almirante) est une maison-palais de Cadix, en Andalousie (Espagne). 

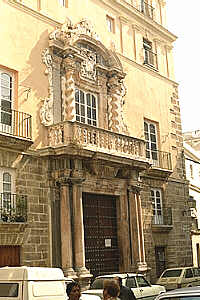
Maison de l'Amiral.

## Source de traduction
- (es) Cet article est partiellement ou en totalité issu de l’article de Wikipédia en espagnol intitulé « Casa del Almirante (Cádiz) » (voir la liste des auteurs).